# Albert Heremans
Albert Heremans (13 d'abril de 1906 - 15 de desembre de 1997) fou un futbolista belga.

## Selecció de Bèlgica
Va formar part de l'equip belga a la Copa del Món de 1934.